# Брави, Микеле
Мике́ле Бра́ви (итал. Michele Bravi; род. 19 декабря 1994, Читта-ди-Кастелло, Умбрия) — итальянский певец, автор песен и актёр. В 2013 году Микеле занял первое место в седьмом сезоне итальянской версии шоу талантов «X Factor».

## Биография
Микеле родился 19 декабря 1994 года в городе Читта-ди-Кастелло, находящемся в провинции Перуджа в Центральной Италии, в семье Джованны Маки и Стефано Брави. У него есть старшая сестра Марта. Некоторое время пел в детском хоре, позже начал брать уроки музыки и играть на фортепиано.
12 Декабря 2013 года Брави стал победителем «X Factor» с песней "La vita e la felicità", которая позже была выпущена в качестве его дебютного сингла.
В феврале 2014 года Брави принял участие в записи саундтрека к фильму Sotto una buona stella режиссёра Карло Вердоне, выпустив одноимённую песню. Песня "Sotto una buona stella" также была выпущена в качестве второго сингла Брави. Выпустил первый студийный альбом под названием A passi piccolo 10 июня 2014 года.
В 2015 году Микеле открыл канал на YouTube для более близкого общения с поклонниками. В октябре того же был опубликован его EP I Hate Music, которому предшествовал сингл "The Days". Тексты песен из этого альбома написаны на английском языке. В начале 2016 года певец начал свой первый концертный тур.
В феврале 2017 года Брави принял участие в 67-м музыкальном фестивале в Сан-Ремо в категории "Big", исполнив песню "Il diario degli errori". Песня была ведущим синглом второго студийного альбома Anime di carta, выпущенного 24 февраля 2017 года. Его второй ведущий сингл из альбома "Solo per un po" получил награду за лучшее исполнение на MTV Italian Music Awards.
С октября по май 2017 года Микеле был одним из наставников семнадцатого сезона телешоу Amici di Maria De Filippi вместе с Аннализой и Джованни Каккамо.
В январе 2018 года певец дал интервью для журнала Snap Italy в котором заявил, что хочет сделать перерыв перед новыми проектами. 9 января 2018 был гостем на фестивале в Сан-Ремо вместе с Аннализой. 16 марта был гостем программы Sanremo Young. 18 мая 2018 года вышел сингл Nero Bali, который Микеле выпустил в сотрудничестве с Элоди.
В январе 2019 года дебютировал в качестве актёра в телевизионной драме La compagnia del Cigno.
18 февраля 2020 года Брави объявил о выпуске своего третьего студийного альбома. В мае 2020 года был участником спин-оффа Amici Speciali с песней из альбома La vita breve dei coriandoli. В январе 2021 года выпустил второй сингл Mantieni il bacio и альбом La geografia del buio.
4 марта 2021 года был гостем 71-го фестиваля в Сан-Ремо и выступал вместе с Аризой. 18 июня 2021 года выпустил сингл "Falene" в сотрудничестве с британской группой Sophie and the Giants. 22 октября 2021 года вышел сингл Cronaca di un tempo incerto, последний неизданный отрывок из расширенной версии альбома La geografia del buio, который вышел в виниловом формате 12 ноября того же года.
В феврале 2022 года участвовал в фестивале Сан-Ремо 2022 в категории "Big" с песней Inverno dei fiori и занял десятое место.

## Личная жизнь
В январе 2017 года в интервью Vanity Fair Брави рассказал об отношениях с мужчиной. Пара встречалась два года, после чего рассталась. Брави отказался каким-либо образом обозначать свою сексуальною ориентацию: «Мне не нужно публично заявлять о своей сексуальной ориентации, потому что ни один подросток не удивился бы, узнав, что я влюбился в парня, и я думаю, что никто в моем возрасте не сдался бы, имея чувства к человеку того же пола». Певец также заявил: «Я встретил того, кто подарил мне эмоции, и неважно, что он был мужчиной. Будущие отношения могут быть и с девушкой».
В ноябре 2018 года Брави попал в автомобильную аварию, в результате которой погибла 58-летняя мотоциклистка.

## Дискография

### Студийные альбомы
- 2014 – A passi piccoli
- 2017 – Anime di carta
- 2021 – La geografia del buio

### Мини-альбомы
- 2013 – La vita e la felicità
- 2015 – I Hate Music

### Синглы
- 2013 – La vita e la felicità
- 2014 – Sotto una buona stella
- 2014 – Un giorno in più
- 2014 – In bilico
- 2015 – The Days
- 2015 – Sweet Suicide
- 2017 – Il diario degli errori
- 2017 – Solo per un po'
- 2017 – Diamanti
- 2017 – Tanto per cominciare
- 2018 – Nero Bali (с Элоди и Гуэ́ Пекеньо)
- 2020 – La vita breve dei coriandoli
- 2021 – Mantieni il bacio
- 2021 – Falene (с Sophie and the Giants)
- 2021 – Cronaca di un tempo incerto
- 2022 – Inverno dei fiori

### В сотрудничестве
- 2016 – Don't Worry About Me (с Фрэнсис)
- 2017 – I Puffi sanno (с Кристиной Д’Авена)
- 2017 – Presi male (с Мамудом)
- 2020 – Bella d'estate (с Микой)
- 2021 – Un secondo prima (с Федерикой Аббате)
- 2021 – Quando (с Аризой)
- 2021 – Il mondo prima di te (с Аннализой)

## Фильмография

### Кино
- Аманда — режиссёр Катерина Кавалли (2022)

### Сериалы
- La compagnia del Cigno (2019)
- Monterossi (2022)

## Клипы
- 2013 – La vita e la felicità (режиссёр Гаэтано Морбиоли)
- 2014 – Sotto una buona stella (режиссёр Козимо Алема)
- 2014 – Un giorno in più (режиссёр Гаэтано Морбиоли)
- 2014 – In bilico (режиссёр Гаэтано Морбиоли)
- 2015 – The Days (режиссёр Трилатера)
- 2015 – Sweet Suicide (режиссёр Трилатера)
- 2017 – Il diario degli errori (режиссёр Трилатера)
- 2017 – Solo per un po' (режиссёр Трилатера)
- 2017 – Diamanti (режиссёр Трилатера)
- 2017 – Tanto per cominciare (режиссёр Джакомо Дзанни)
- 2018 – Nero Bali (с Элоди и Гуэ́ Пекеньо) (режиссёр Эней Коломби)
- 2020 – La vita breve dei coriandoli (режиссёр Никола Сорчинелли)
- 2021 – Mantieni il bacio (режиссёр Никола Сорчинелли)
- 2021 – Falene (режиссёрi Эрика Арозио)
- 2021 – Cronaca di un tempo incerto (режиссёр Никола Сорчинелли)
- 2022 – Inverno dei fiori (режиссёр Микеле Брави и Роберто Кьеричи)

## Награды и номинации
- 2013 – Победитель седьмого сезона X Factor
- 2014 – MTV Awards 2014 - Премия Best Performance за песню Un giorno in più
- 2017 – MTV Awards 2017 - Премия Best Performance за песню Solo per un po'
- 2017 – Wind Music Award - Премия Best Performance за песню Il diario degli errori
- 2020 – Премия Lunezia за песню La vita breve dei coriandoli